# Paul Slovic
Paul Slovic (Chicago, 26 de mayo de 1938) es un psicólogo estadounidense. Fue profesor de psicología en la Universidad de Oregón y presidente de Decision Research. Decision Research es un grupo de científicos de Estados Unidos y otros países que estudian la toma de decisiones en momentos en que hay riesgos involucrados.

## Carrera y reconocimientos
Slovic obtuvo su licenciatura en la Universidad de Stanford en 1959 y su doctorado en psicología en la Universidad de Míchigan en 1964 y ha recibido doctorados honorarios de la Escuela de economía de Estocolmo y de la Universidad de Anglia del Este.  Fue presidente de la Sociedad de Análisis de Riesgos hasta 1984. Es expresidente de la Sociedad para el Análisis de Riesgos y en 1991 recibió un Premio a la Contribución Distinguida. En 1993 recibió el Premio a la Contribución Científica Distinguida de la Asociación Americana de Psicología, y en 1995 recibió el Premio a la Contribución Sobresaliente a la Ciencia de la Academia de Ciencias de Oregón. En 2016 fue elegido miembro de la Academia Nacional de Ciencias. Recibió el premio Bower y el Premio por logros en la ciencia de 2022. 
Slovic estudia el juicio humano, la toma de decisiones y la percepción del riesgo, y ha publicado extensamente sobre estos temas. Se le considera, junto con Baruch Fischhoff y Sarah Lichtenstein, un teórico e investigador líder en el campo de la percepción del riesgo (el paradigma psicométrico,  la heurística del afecto y el "riesgo como sentimiento"  ).
Su obra más reciente examina el “entumecimiento psíquico”  y la falta de respuesta a las tragedias humanas masivas. 

## Principales teorías
Heurística del afecto: es la capacidad de tomar una decisión emocional rápida en tiempos de crisis. Slovic dice que incluso si hay una mala situación, si tenemos sentimientos positivos hacia algo, eso reduce la percepción de los riesgos de las personas, pero mejora su percepción de los beneficios. 
Slovic contribuyó al paradigma psicométrico de la percepción del riesgo. Descubrió que la gente generalmente percibía la mayoría de las actividades como de alto riesgo. También descubrió que si alguien obtenía placer de algo, consideraba que el nivel de riesgo era bajo. Esto demuestra que los niveles de riesgo pueden depender de las creencias y emociones personales del individuo respecto de un riesgo específico. 
Adormecimiento psicofísico: es la idea de que las personas no se ven tan afectadas por la pérdida de una vida dependiendo de cómo se presente. Slovic dice que las personas no pueden conectarse a un nivel emocional cuando se les presentan grandes números. 

## Publicaciones importantes
Percepción del riesgo que plantean los eventos extremos: en esta publicación, Slovic analiza lo que dicen las investigaciones sobre el riesgo percibido por las personas cuando se asocia con eventos extremos. La forma en que las personas piensan que debe llevarse a cabo la acción se basa en sus percepciones. Estas percepciones pueden variar según el estatus de las personas, sus antecedentes, su educación, su biología, etc. Las diferentes percepciones deciden cuán riesgosa es una elección de acción en eventos extremos con respecto a otra. Las percepciones de riesgo están conectadas entre las emociones y la razón, lo que crea un comportamiento racional. Slovic explica qué es realmente el riesgo. Dice que es un peligro, una probabilidad, tiene consecuencias y es una amenaza. Dado que tiene tantos significados subjetivos asociados, a menudo provoca fallos de comunicación. Las percepciones de riesgo se estudian de tres maneras principales: paradigma de medición axiomática, paradigma sociocultural y paradigma psicométrico. La medición axiomática analiza cómo las personas ven las consecuencias de una elección arriesgada y cómo podría afectar sus vidas. El estudio sociocultural analiza el “efecto de las variables de nivel de grupo y cultura sobre la percepción del riesgo”.  El paradigma psicométrico analiza cómo reaccionan las personas emocionalmente ante una situación de riesgo que “afecta los juicios sobre el riesgo físico, ambiental y material”.  Cuando los funcionarios públicos reaccionan exageradamente ante un peligro nuevo o desconocido es probablemente porque sobreestiman su verdadero peligro o para tranquilizar al público.
Si miro a la masa, nunca actuaré: este artículo analiza cómo la mayoría de las personas son individuos solidarios y están dispuestos a ayudar a los necesitados. El problema es cuando los necesitados forman parte de un grupo masivo de personas. La pregunta que plantea Slovic es: ¿por qué la gente ignora el genocidio? Utiliza la investigación psicológica para demostrar cómo los asesinatos en masa no se perciben en la mente de las personas como algo malo en realidad. Analiza las lecciones que se aprenden del genocidio pasado. Habla de cómo dijimos “'Nunca más' después de la liberación de los campos de exterminio nazis”  pero hemos seguido teniendo casos de genocidio en todo el mundo. Estados Unidos ha reaccionado mal al genocidio. No habrá consecuencias para las figuras políticas si deciden mantenerse al margen del conflicto. También analiza cómo los medios de comunicación no hacen un gran trabajo al informar las noticias. Se centran en otras cuestiones que ponen de relieve los problemas más grandes. Al hablar de su investigación psicológica, dice que todos los demás factores no importan sin “afecto”. El afecto es lo que nos dice si algo está bien o mal. “Si los sentimientos activados son agradables, motivan acciones para reproducir los sentimientos. Si los sentimientos son desagradables, motivan acciones y pensamientos previstos para evitar los sentimientos”  La experiencia del afecto es lo que guía los “juicios, decisiones y acciones” de las personas  Slovic también analiza la “atención” como un factor importante. Es necesario para los sentimientos. Es bueno que la gente vea el gran número de asesinados, pero no tiene el mismo efecto que las imágenes. Slovic dice: “Rápidamente nos volvemos insensibles a los hechos y a las matemáticas”  Él usa estadísticas para mostrar la relación entre la cantidad de personas presentadas y nuestro nivel de contribuciones para ayudarlas. Cuando se trataba de una sola víctima, se calificaba con un diez en la escala. Para ocho víctimas la contribución se redujo a cinco. Lo que parecía funcionar era cuando los medios cubrían historias individuales de víctimas. La gente se mostró más dispuesta a ayudar o donar en estos casos. Es necesario realizar varios cambios para combatir esta percepción de asesinato en masa. Es necesario modificar el derecho internacional para dar respuesta a este problema de falta de cifras. También es necesario cambiar el enfoque a la hora de informar sobre el genocidio, porque nuestros sentimientos por sí solos no son suficientes para detenerlo.
Hechos y temores: la percepción social del riesgo: existen datos estadísticos sobre muchos peligros que las personas pueden percibir, como el tabaquismo, los accidentes automovilísticos, etc. Pero sin una interpretación de las estadísticas, son solo números y se les debe dar relevancia en su contexto respectivo. Slovic analiza la psicología de la evaluación de riesgos a la hora de gestionar peligros. Afirma que tanto los expertos como el público en general son necesarios en el proceso de evaluación y que “comprender las percepciones del público es crucial para una toma de decisiones eficaz”.  A través de su estudio, analizó cómo las personas perciben el riesgo y qué determina esa percepción. Al final de su investigación concluyó que “el riesgo percibido es cuantificable y predecible”.  No sólo hay una diferencia de percepción entre los expertos y el público, sino que también las personas dentro del público difieren. Descubrió que cuando hay un riesgo percibido más alto se produce una mayor reducción deseada de ese riesgo.

## Obras
- B. Fischhoff, S. Lichtenstein, P. Slovic, S. Derby, R. Keeney: Acceptable risk. Cambridge University Press, Nueva York 1981.
- J. Flynn, J. Chalmers, D. Easterling, R. Kasperson, H. Kunreuther, C. K. Mertz, A. Mushkatel, K. D. Pijawka, P. Slovic, L. Dotto: One hundred centuries of solitude: Redirecting America’s high-level nuclear waste policy. Westview, Boulder 1995.
- J. Flynn, P. Slovic, H. Kunreuther: Risk, media, and stigma: Understanding public challenges to modern science and technology. Earthscan Publications, Londres 2001.
- D. Kahneman, P. Slovic, A. Tversky: Judgment under uncertainty: Heuristics and biases. Cambridge University Press, Nueva York 1982.
- H. Kunreuther, R. Ginsberg, L. Miller, P. Sagi, P. Slovic, B. Borkan, N. Katz: Disaster insurance protection: Public policy lessons. Wiley, Nueva York 1978.
- S. Lichtenstein, P. Slovic (editor): The construction of preference. Cambridge University Press, Nueva York 2006.
- N. Pidgeon, R. Kasperson, P. Slovic (editor): The social amplification of risk. Cambridge University Press, Cambridge, UK 2003.
- P. Slovic: The perception of risk. Earthscan Publications, Londres 2000.
- P. Slovic (editor): Smoking: Risk, perception, and policy. Sage, Thousand Oaks, CA 2001.
- P. Slovic: The feeling of risk. Earthscan, Londres 2010.
- E. Michel-Kerjan, P. Slovic (editor): The irrational economist: Making decisions in a dangerous world. Public Affairs, Nueva York 2010.